# Jan Erik Anderbjörk
Jan Erik (Jerker) Anderbjörk, född 1910 i Stockholm, död 1992 i Växjö, var en svensk landsantikvarie. Som landsantikvarie var han chef för Smålands museum i Växjö 1940–1975. Han ägnade sig särskilt åt glastillverkningens historia.
Han ledde grundandet av Sveriges glasmuseum inom Smålands museum. Museet hade sin högtidliga invigning 1962 i anslutning till Svenska glasbruksföreningens 50-årsjubileum, händelser som skildrats av Anderbjörk i den jubileumsskrift som gavs ut samma år.